# Dacops kaplanae
Dacops kaplanae är en tvåvingeart som beskrevs av Camras 2001. Dacops kaplanae ingår i släktet Dacops och familjen stekelflugor.
Artens utbredningsområde är Etiopien. Inga underarter finns listade i Catalogue of Life.